# Bayerisches Landesamt für Maß und Gewicht
Das Bayerische Landesamt für Maß und Gewicht (LMG) ist eine technische Landesbehörde des Freistaates Bayern. Sie ist zuständig für das Eichwesen nach dem Eichgesetz und die Beschussprüfung nach dem Waffengesetz.

## Organisation
Das Landesamt ist dem Bayerischen Staatsministerium für Wirtschaft, Landesentwicklung und Energie nachgeordnet. Dem Bayerischen Landesamt für Maß und Gewicht unterstehen sieben Eichämter und zwei Beschussämter in Bayern. Direktor der Behörde ist Stefan Thums.
Das Amt gliedert sich in folgende Einheiten:
- Amtsleitung
- Jäger- und Falknerprüfung
- Konformitätsbewertungsstelle KBS Bayern
- IT-Sicherheit und IT-Sonderaufgaben
- Abteilung 1 – Zentrale Aufgaben
- Abteilung 2 – Informationstechnik, Kosten- und Leistungsrechnung
- Abteilung 3 – Deutsche Akademie für Metrologie (DAM), Aus- und Fortbildung, Qualitätsstelle und Beschuss
- Abteilung 4 – Metrologie
- Abteilung 5 – Eichvollzug Süd
- Abteilung 6 – Eichvollzug Nord[2]

Die Kontrolle erfolgt in Eichamtsbezirken, die den Landkreisen entsprechen und die in den bayerischen Bezirken gebündelt sind (Eichämter).

## Sitz und Bauwerk

### München (bis 2019)
Das Amt hatte seinen Sitz bis Ende 2019 im Münchner Stadtteil Nymphenburg. Der Bauplatz lag zur Zeit der Errichtung abseits größerer Straßen und wurde gewählt, um erschütterungsfreie Versuche zu gewährleisten.
Das Bauwerk wurde im Wesentlichen in den Jahren 1926 bis 1928 nach Plänen von Karl Badberger im Stil der Neuen Sachlichkeit gebaut. Alle Gebäudeteile tragen einheitlich Klinkerfassade. Die Fenster- und Türeinfassungen sind in Sichtbeton ausgeführt, wobei jeweils drei schmale hohe Fenster zusammengefasst sind.
Die Gebäudetrakte umschließen einen rechteckigen Hof. Eine große Halle war ursprünglich für die Aufnahme von Eisenbahnwaggons konzipiert. Zweigeschossige Bauten nehmen Labors und Werkstätten auf. Markantester Gebäudeteil ist der Turm auf rechteckigem Grundriss. Er dient zu Druckversuchen und enthält eine Wassersäule, gespeist von einem Behälter auf dem Flachdach. Die Südseite des Turms schmückt eine Sonnenuhr. Die übrigen Gebäude sind mit sehr schwach geneigten Walmdächern ausgestattet, vom Straßenniveau aus nicht zu sehen.
Im Norden der denkmalgeschützten Anlage aus den 1920er Jahren wurde das Landesamt durch Neubauten in passendem Stil erweitert.
Seit der Verlegung des Hauptsitzes nach Bad Reichenhall wird der Münchner Standort als Außenstelle geführt.
Im selben Gebäude befand sich auch die Deutsche Akademie für Metrologie, die dem Landesamt organisatorisch angegliedert ist.

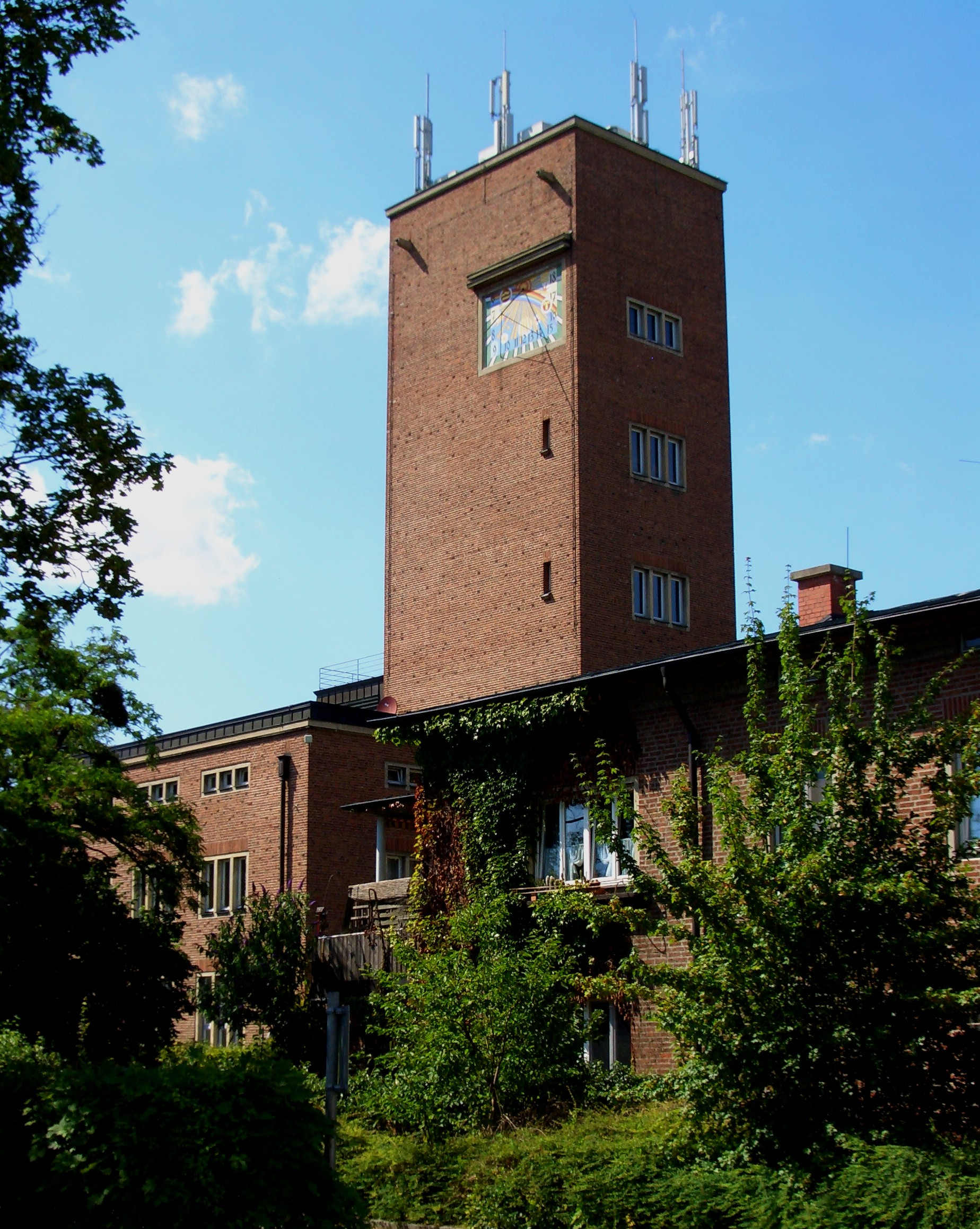
Außenstelle München, Turm von Südosten
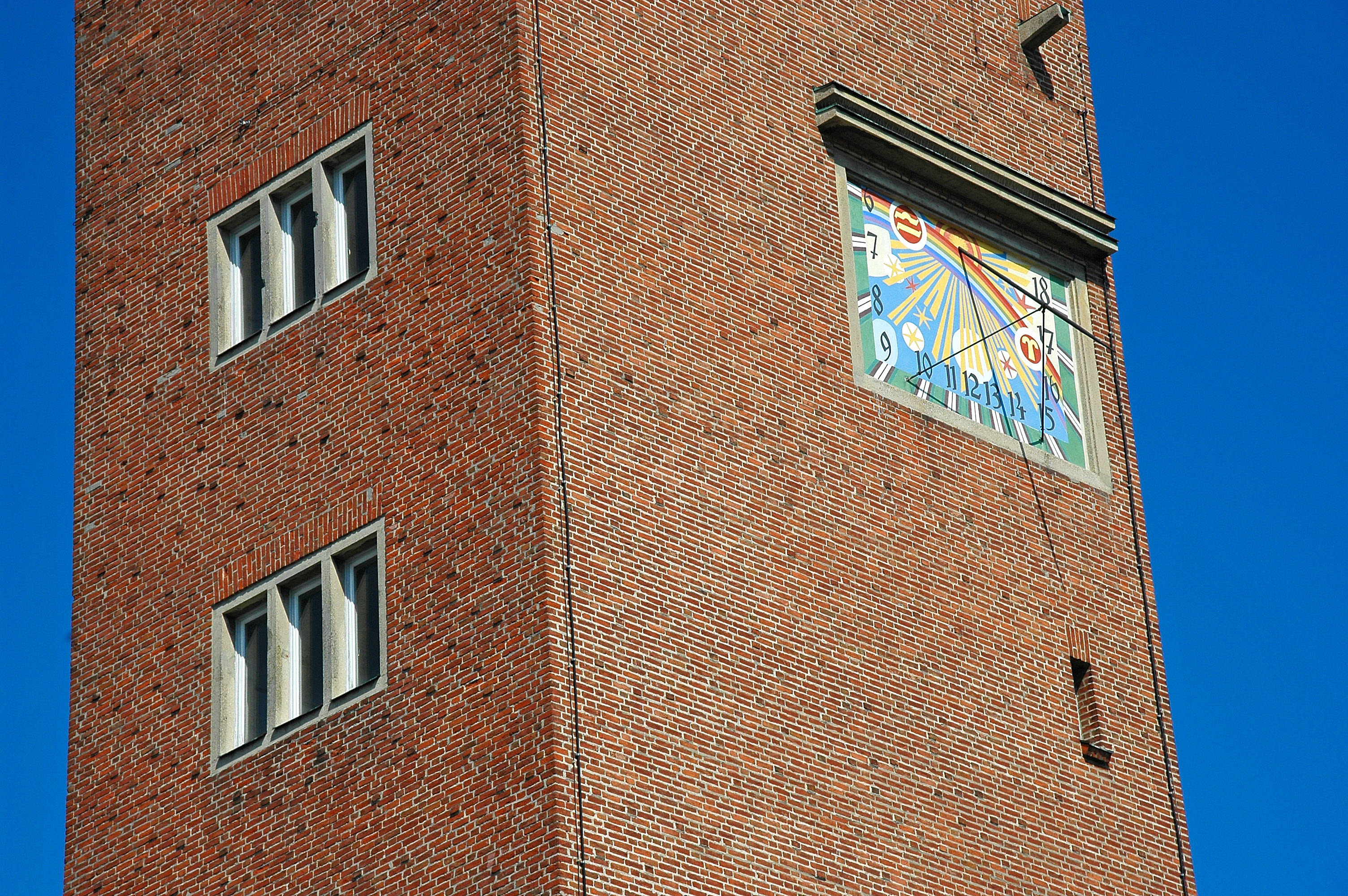
Außenstelle München, Sonnenuhr des Turms
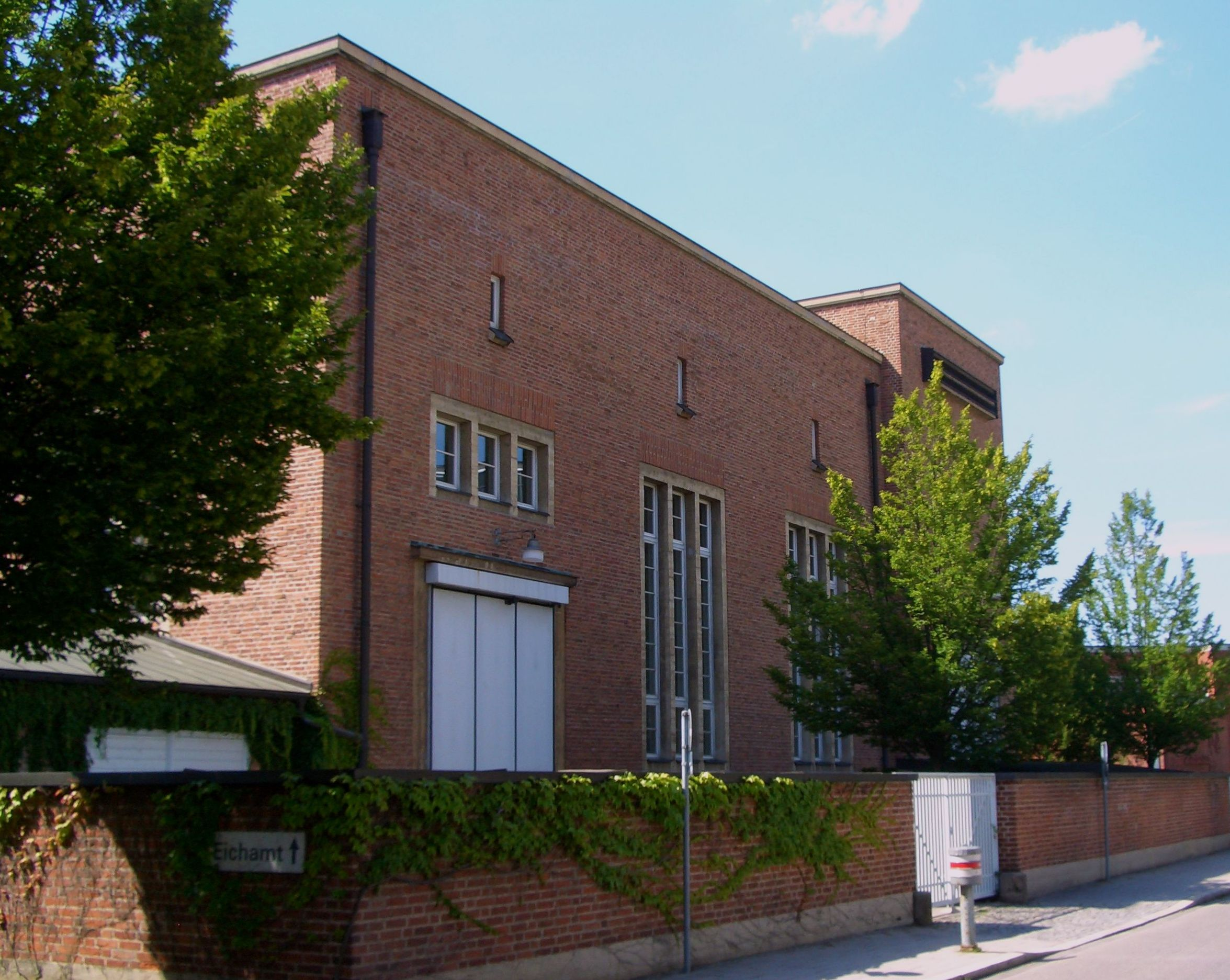
Außenstelle München, Halle
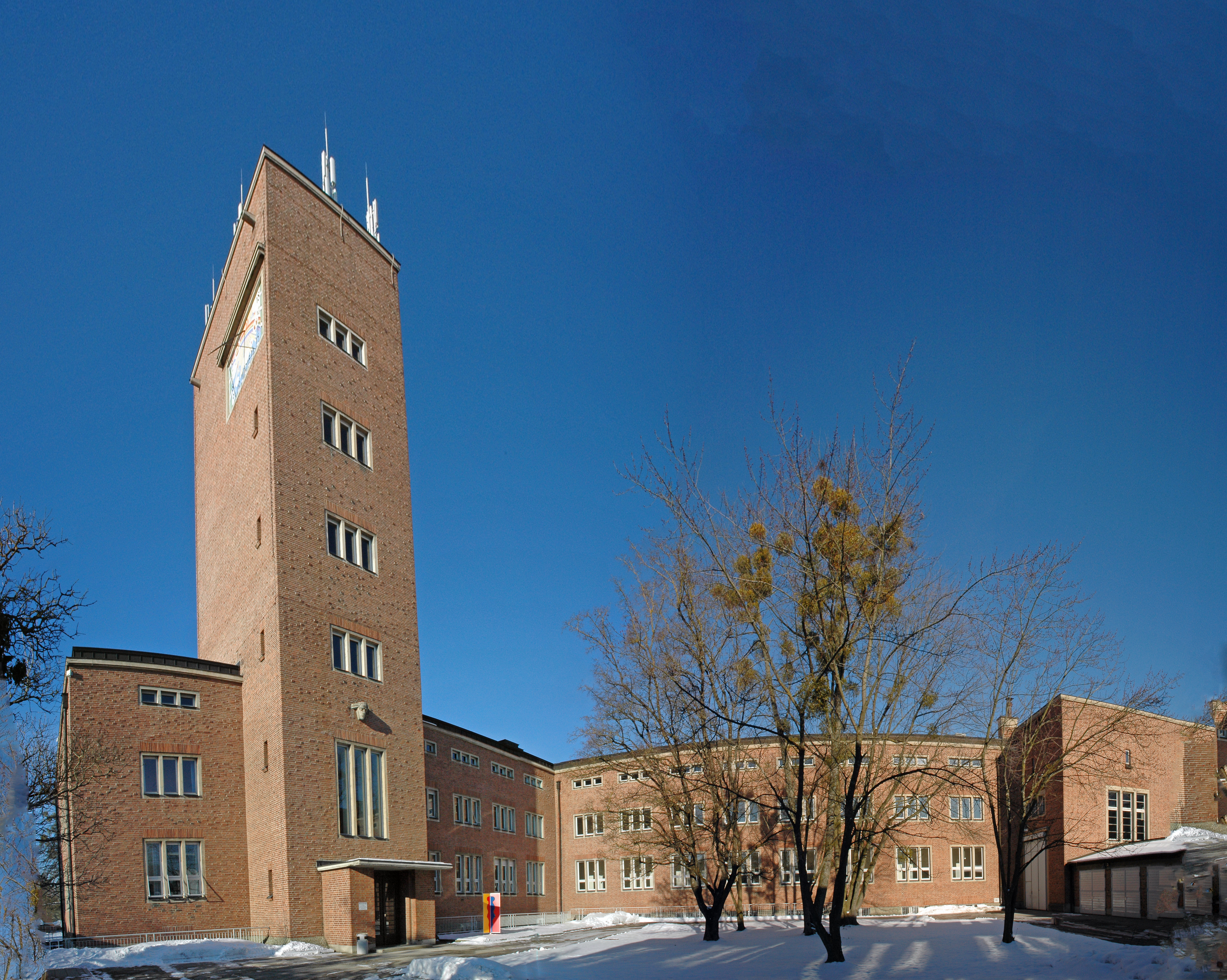
Außenstelle München, Panorama des Innenhofs

### Behördenverlagerung nach Bad Reichenhall
Im Rahmen der Behördenverlagerung zur Stärkung des ländlichen Raumes wurde 2015 von der Staatsregierung beschlossen, den Hauptsitz des Landesamtes nach Bad Reichenhall zu verlegen. Dort sollen 50 Arbeitsplätze entstehen. Beabsichtigt ist ein Neubau auf dem Grundstück der ehemaligen Eislauf- und Schwimmhalle, das seit deren Einsturz am 2. Januar 2006 brachliegt. Seit dem 1. Januar 2020 ist Bad Reichenhall Hauptsitz der neuen Behörde.

## Persönlichkeiten
- Wolfgang Trapp, Direktor 1967–1983